# Premios Gramophone
Los Premios Gramophone (Gramophone Classical Music Awards), presentados en Londres cada año, son uno de los más prestigiosos honores que concede la industria musical. A veces son referidos como los Premios Óscar de la música clásica.
Los ganadores son seleccionados por la revista Gramophone, miembros de la industria musical, músicos y público (este último puede llegar a once millones en todo el mundo.